# La Calisto
La Calisto es una ópera (dramma per musica) con música de Francesco Cavalli y libreto en italiano de Giovanni Faustini. Se estrenó el 28 de noviembre de 1651 en el Teatro San Apollinare de Venecia.

## Historia
El libreto fue publicado en 1651 por Giuliani y Batti. En aquella época, el Teatro San Apollinare de Venecia estaba equipado con una compleja maquinaria escénica, que el teatro pretendía utilizar en el estreno de La Calisto para impresionar al público con un espectáculo escénico. Sin embargo, las primeras representaciones tuvieron escaso público, pues las once representaciones de 28 de noviembre a 31 de diciembre de 1651 atrajeron a sólo unos 1.200 mecenas al teatro que tenía espacio para 400. Además, Faustini murió en la primera temporada, el 19 de diciembre.
La Calisto es una de las pocas óperas del siglo XVII que se conoce bastante actualmente. Como tal, ha desempeñado un papel fundamental en el renacimiento de la ópera barroca florecido en las últimas décadas. Desde este resurgimiento moderno en 1970, La Calisto ha sido popular entre bastantes compañías. La ópera se ha grabado entera en tres ocasiones y gran parte de ella muchas veces por algunos destacados directores como Raymond Leppard, Bruno Moretti, René Jacobs, la directora Jane Glover, Steven Stubbs, y Sergio Vartolo; también ha sido publicada por Leppard en una edición musical disponible. 
En las décadas de los 60’ y 70’, Leppard sacó a la luz el trío de las óperas de Cavalli: L’Ormindo, La Calisto y L’Egisto. A través de numerosas y exitosas producciones, grabaciones y publicaciones editoriales, tuvo éxito de público en un tiempo en el que la música del siglo XVII fue desconocida fuera de los círculos musicológicos.
Sin embargo, irónicamente, la versión de La Calisto de Leppard se desvía sustancialmente de la que el compositor escribió. Temiendo, quizás, que ni los artistas ni los oyentes comprendiesen el desconocido estilo de Cavalli, y guiados por algunas sinceras pero erróneas ideas sobre la tradición operística del siglo XVII, Leppard recompuso libremente el trabajo para satisfacer las expectativas musicales, aproximadamente en 1970.
Treinta y cinco años después de la recuperación de La Calisto de Leppard, se observó la revolución en la comprensión sobre los estilos barrocos: no sólo algunos músicos se convirtieron en expertos en la realización de la tradición de la práctica interpretativa barroca, sino que los oyentes y críticos esperaron un mayor nivel de precisión histórica en la partitura que proporcionó Leppard. Las grabaciones de Moretti, Jacobs, Glover, Stubbs, y Vartolo ayudaron a rellenar este vacío. Incluso alguien con conocimientos como Jacobs perpetuó las fantasías de Leppard e inntrodujo nuevas. La necesidad de una nueva edición de La Calisto se consideró más urgente cuando se hizo patente que prácticamente todo el repertorio operístico del siglo XVII después de Monteverdi estaba sin publicar.
En 2008, la edición de Jennifer Williams Brown de la partitura (A-R Editions, 2007) ganó el premio Claude V. Palisca de la Sociedad Musicológica Estadounidense (reconociendo las ediciones eruditamente destacadas o traducciones).
Más recientemente, la editorial alemana Bärenreiter Verlag inició en 2012 la publicación de la serie The Operas of Francesco Cavalli con una nueva edición crítica de La Calisto preparada por Álvaro Torrente y Nicola Badolato, que obtuvo el Deutsche Musikeditionpreis 2013. Esta edición se ha utilizado en nuevas porducciones de esta ópera en Bayerische Staatsoper (2005), Royal Opera House (2008), el Theater Basel (2010) y Teatro Real (2019).
Esta ópera se representa poco; en las estadísticas de Operabase aparece la n.º 180 de las óperas representadas en 2005-2010, siendo la 55.ª en Italia y la primera de Cavalli, con 17 representaciones en el período.

## Francesco Cavalli y la ópera delsigloXVII
Durante el siglo XVII, la ópera se unió como un género, cambiando desde un tipo de experimento intelectual enrarecido dentro de las actividades culturales europeas. Naturalmente, estos objetivos estilísticos y estéticos fueron alterados radicalmente durante este proceso. Los compositores de estas óperas tempranas, Peri y Caccini, concentraron en el recitativo – captando en la música las inflexiones irregulares y los arrebatos emocionales espontáneos de discurso “natural”. Durante la época de Haendel, sin embargo, la atención de los compositores, cantantes y sus admiradores se desplazó hacia las arias, que actualmente sirven como vehículos magníficos para el virtuosismo expresivo y técnico.
Las óperas de Francesco Cavalli (1602-76) representan el centro de esta transición. Como lo expresó Ellen Rosand, la música de Cavalli parece “un momento de equilibrio,… un perfecto y ajustado encuentro entre la música y el drama”. Con Cavalli, el peso expresivo de una ópera aún sigue siendo el recitativo. Todavía el estilo de este recitativo es rico, melodioso, y salpicado de fragmentos ariosos. Las pequeñas arias líricas parecen estar a punto de estallar desde cada situación de la trama; numerosos conjuntos dan variedad al mismo tiempo que mantienen el impulso dramático – como Mozart y otros fueron a redescubrir más de un siglo después.
Después de la introducción en 1637 de la denominada ópera pública – esto es, ópera financiada por venta de entradas y representaciones en temporadas regulares – Venecia se convirtió en el centro de este nuevo fenómeno. Cavalli emergió rápidamente como los principales compositores: sus treinta y dos óperas son casi un tercio de las que se estrenaron en Venecia entre 1639 y 1668. A medida que el nuevo género se extendió al resto de Italia y más allá, las obras de Cavalli se fueron abriendo camino. Sus óperas fueron representadas en Italia, en Francia, y probablemente en Inglaterra y Austria también, y hasta fue comisionado por escribir una ópera para la boda de Luis XIV. En un periodo en el que el público tenía poco interés por escuchar obras conocidas, las óperas de Cavalli fueron destacadas por sus numerosas reposiciones; algunas de ellas tuvieron producciones históricas que se extendieron durante 40 años. Las más exitosas fueron Il Giasone (la ópera italiana más popular de este siglo), L’Egisto, L’Erismena, Il Mutio Scevola, Lo Scipione Affricano, y Il Xerse, cuyo libreto fue la fuente para la versión de Haendel.
Cavalli se convirtió en el compositor de ópera italiana más representado del siglo XVII: al contrario de las percepciones modernas, las óperas de Cavalli fueron más conocidas que las de Monteverdi e influenciaron sobremanera en la historia de este género.
Cavalli, Francesco Caletti, nació en un pueblo de Crema, donde su padre, maestro de la capilla de la catedral, probablemente le diera su primera instrucción musical. Cuando Francesco tuvo 40 años, un noble de Venecia llamado Federigo Cavalli lo llevó a Venecia. Federigo apoyó al joven músico y le permitió adoptar el nombre familiar de Cavalli; en respuesta de su gratitud, el compositor dejó la mayor parte de su patrimonio a los herederos de Federigo. El joven Francesco fue contratado como cantor en la iglesia de San Marcos – una de las instituciones musicales más prestigiosas en toda Europa – donde Monteverdi era el maestro de capilla. Cavalli continuó trabajando en San Marcos como cantor, organista, y compositor para el resto de su vida y finalmente ascendió al puesto de maestro de capilla. Como la gran mayoría de los compositores de su época, Cavalli estuvo activo como intérprete a lo largo de su vida. Además de cantar y dirigir en San Marcos, Cavalli representó la mayoría de sus óperas tocando el clavicordio. Durante un corto periodo, estuvo hasta involucrado gestionando a nuevas compañías formadas en la ópera del Teatro San Cassiano y el Teatro San Moisè.

## Giovanni Faustini y el libreto deLa Calisto
Giovanni Faustini (1615 – 51) fue uno de los libretistas de ópera más importantes: mientras la mayoría de los poetas del siglo XVII fueron nobles o diletantes académicos, Faustini escribió descaradamente para su propio beneficio económico y social. Fue también uno de los primeros empresarios de ópera, gestionando primero el Teatro S. Moisè y luego el Teatro S. Aponal (Apollinare), cuando La Calisto tuvo su estreno en 1651. En ambos teatros presentó exclusivamente sus obras y colaboró principalmente con Cavalli, con quien previamente escribió cinco óperas para el Teatro S. Cassiano. La Calisto, luego, fue el fruto de una asociación de diez años entre dos hombres que tuvieron un íntimo conocimiento tanto de lo artístico como de la práctica de la producción operística.
Aunque Faustini murió cuando cumplió treinta y seis años, demostró ser el libretista más influyente de su generación. Prefirió inventar un nuevo argumento en lugar de reciclar la historia estándar. En La Calisto, se desvió de este plan mediante la elaboración sobre la mitología greco-romana, sin embargo, eligió las historias que fácilmente podrían apelar al gusto de la época de intriga amorosa. Faustini explotó este potencial al máximo, combinando inteligentemente dos mitos famosos: la seducción de Júpiter a Calisto, y la aventura de Diana con Endimione.

## Personajes
| Personaje      | Tesitura         | Reparto del estreno, 28 de noviembre de 1651 (Director: Francesco Cavalli) | Reparto alternativo propuesto por A. Torrente |
| -------------- | ---------------- | -------------------------------------------------------------------------- | --------------------------------------------- |
| La Natura      | alto castrato    | Tomaso Bovi                                                                | Tomaso Bovi                                   |
| L'Eternità     | soprano          | Margarita da Costa                                                         | Nina dal Pavon                                |
| Il Destino     | niño soprano     | Cristoforo Caresana                                                        | Margarita da Costa                            |
| Calisto        | soprano          | Margarita da Costa                                                         | Catterina Giani                               |
| Giove          | bajo             | Giulio Cesare Donati                                                       | Giulio Cesare Donati                          |
| Giove in Diana | soprano          | Catterina Giani                                                            | Giulio Cesare Donati                          |
| Diana          | soprano          | Catterina Giani                                                            | Margarita da Costa                            |
| Endimione      | soprano          | Bonifatio Ceretti                                                          | Cristoforo Caresana                           |
| Giunone        | soprano          | Nina dal Pavon                                                             | Nina dal Pavon                                |
| Linfea         | soprano castrato | Andrea Caresana                                                            | Putella (Antonia Bembo?)                      |
| Satirino       | niño soprano     | Cristoforo Caresana                                                        | Andrea Caresana                               |
| Mercurio       | tenor            | Tenor di Carrara [sic]                                                     | Tenor di Carrara (Francesco Guerra?)          |
| Pane           | alto castrato    | Tomaso Bovi                                                                | Tomaso Bovi                                   |
| Sylvano        | bajo             | Pellegrino Canner                                                          | Pellegrino Canner                             |
| Furia 1        | soprano castrato | Andrea Caresana                                                            |                                               |
| Furia 2        | niño soprano     | Cristoforo Caresana                                                        |                                               |
| Furia          | bajo             |                                                                            | Pellegrino Canner                             |

## Argumento
La historia está basada en el mito de Calisto, seguidora de Artemisa, según la cuenta Ovidio en Las metamorfosis.
Faustini relata cómo Giove (Jove, Júpiter, Zeus), rey de los dioses, se enamora de la belleza de la ninfa Calisto. Desde que Calisto juró castidad en honor a la diosa Diana, Giove la intenta seducir transformándose en su diosa. La esposa de Giove, Giunone (Hera, Juno), celosa, realiza su venganza convirtiendo a Calisto en una osa. Giove rescata a Calisto convirtiéndola en la constelación de la Osa Mayor.
El libretista cambia la historia de Ovidio de diversas maneras. Según Ovidio, Calisto se da cuenta rápidamente del engaño y lucha contra Giove (por lo tanto la "seducción" es de hecho una violación). En la versión de Faustini, sin embargo, Calisto está totalmente engañada y abrumada por el placer de sus experiencias con “Diana”. Este dispositivo ayuda a mantener la tensión de la trama a través de varias aventuras, También destaca el patetismo de la situación de Calisto, haciendo la unión tradicional de la pareja protagonista al final mucho más plausible. Para centrar la historia en Giove y Calisto de manera clara, Faustini hizo sólo una referencia de pasada a su hijo Arcade (Arcas). En Ovidio, Giove interviene sólo en el momento en el que Arcade está a punto de matar a la osa Calisto sin saber que es su madre: Giove los transforma a ambos en constelaciones (siendo su hijo la Osa Menor).
En la segunda parte de la trama de La Calisto, Diana, la diosa de la luna, y Endimione, un joven bello pastor y astrónomo, se enamoran. Pero Pan (Pan), dios de los bosques, también se enamora trágicamente de Diana. Para dar rienda suelta a sus celos, él y su banda de sátiros capturan a Endimione y lo amenazan con matarlo. Diana rescata a Endimione, y viven siempre dentro de la felicidad platónica (por respeto a los votos de castidad de ella). Para contrarrestar los elevados sentimientos de Diana y Endimione, Faustini inventa una subtrama cómica: Linfea (Lymphea), una joven ninfa de Diana, siente curiosidad por aprender sobre el amor, pero rechaza las ofertas de Satirino (el Joven Sátiro), un seguidor de Pan. Una batalla de ninfas y sátiros sobreviene, en la que las ninfas acaban triunfando, y echan a los sátiros.

### Prólogo

#### La cueva de la Eternidad
L’Eternità (Eternidad) se sienta en un trono rodeado por la Serpiente de la Eternidad. La Natura (Naturaleza) se dirige a las almas puras de los nonatos, y los prepara para su viaje a la Tierra como “carros” de cuerpos humanos; les advierte que deben controlar sus sentidos y seguir el camino de la virtud para que puedan ser inmortalizados por Natura y escritos en el Libro de la Eternidad. Il Destino (el Destino) entra y pide que Calisto sea admitida en el cielo como una constelación. L’Eternità lo acepta; los tres se unen en la proclamación de “Calisto está ascendiendo a las estrellas”.

### Acto I

#### El bosque desecado
Se abre el telón sobre las consecuencias de un cataclismo: el loco viaje de Fetonte (Faetón) en el carro de Apolo (el Sol). Para proteger la Tierra de la aniquilación, Giove mata a Fetonte con un rayo y reduce la tierra a una ruina humeante. Al principio de la ópera, Giove y Mercurio descienden desde el Monte del Olimpo para reparar los daños. Giove, sin embargo, pronto se distrae por la visión de la belleza de la ninfa Calisto, que estaba vagando por el bosque en busca de agua y se lamenta del estado seco y árido de la tierra. Giove trata de cortejarla, mostrando sus poderes: ordena que las aguas fluyan en una fuente seca. Mercurio y Giove prometen sus placeres celestiales si se somete. Pero Calisto, discípula de la diosa virgen Diana, tiene un voto de castidad, y rechaza las insinuaciones de Giove y se marcha muy ofendida. Mercurio, el dios de la decepción, le propone una ingeniosa solución: Giove se debe disfrazar de Diana, a la que Calisto debe obedecer. Se van a preparar el engaño. La sedienta Calisto vuelve a beber a la fuente. Refrescada, celebra su vida de libertad y soledad. Giove, disfrazado de Diana, se aproxima y la invita a un juego de besos; Calisto accede de buen agrado. Cuando salen del escenario, Mercurio informa al público de que el engaño es la clave para encontrar el placer en el amor.

#### El bosque verde
El pastor y astrónomo Endimione entra, desgarrado por emociones contradictorias. Se alegra por la rapidez del crecimiento de los cultivos en la tierra, pero se lamenta de su amor a Diana, oculto y sin esperanza. Se encuentran cuando ella estaba cazando con su séquito de vírgenes. Diana revela al público que ama en secreto a Endimione, a pesar de su voto de castidad. Con el corazón encogido, ella lo despide. Calisto llega a un estado de éxtasis tras su reciente encuentro con la falsa Diana, y con alegría se acerca a la verdadera Diana. La diosa, sin embargo, se horroriza cuando Calisto le cuenta sus actividades con ella y la expulsa del séquito de vírgenes. Calisto se va, con el corazón roto y confundida.
Linfea, compañera de Diana, una joven y curiosa ninfa, afirma al público que quiere saber cómo son los hombres en la cama. Satirino, un joven sátiro, lo oye y le ofrece sus servicios. Linfea lo rechaza disgustada, y lo llama “hombre-cabra”; él responde con amabilidad. Imitando a los mayores, Satirino cuenta al público que a las mujeres que dicen que no son hipócritas se les debería enseñar una lección. Pan, el dios de los pastores, luego aparece con su compañero Silvano. Canta sobre su amor a Diana y lamenta la pérdida del afecto de ella. Silvano y Satirino hacen la promesa de descubrir al nuevo amante de Diana y matarlo. El cómodo Pan canta una canción de cuna mientras se prepara para su siesta. Cuando el acto finaliza, seis osos salen de los bosques y bailan.

### Acto II

#### La cima delMonte Liceo
Endimione sube hasta la cima de la montaña para mirar a su amada Diana, que aparece en el cielo como una luna creciente. Canta sobre la belleza de la luna y se queda dormido. Diana desciende para mirarlo mientras duerme. Soñando, él la abraza y cuando se despierta se encuentra entre sus brazos. Se confiesan el amor que sienten el uno por el otro. Diana se va, y deja a Endimione, angustiado otra vez. Satirino, que estaba espiando todo el encuentro, habla con ironía de la inconstancia de la feminidad, y corre a decírselo a Pan.

#### La llanura del río Erimanto
Cuando a Giunone (Hera) le llegan los rumores de que su marido Giove ha estado jugando por el campo otra vez, pronto se da cuenta de la verdad cuando conoce a Calisto y oye su triste historia. Giunone y Calisto se esconden cuando Giove (disfrazado de Diana) aparece alardeando con Mercurio de los placeres de los que ha disfrutado con Calisto, que corre hasta la falsa Diana, y la abraza cálidamente, para consternación de Giunone. Giove le dice a Calisto que se quede fuera a la espera de más besos. Mientras tanto, Giunone se revela y pregunta a la falsa diosa, aproximándose. La falsa Diana replica que no hay nada malo en unos besos castos entre chicas. Giunone se va con una advertencia. Giove decide ignorar los celos de Giunone; él y Mercurio aconsejan a los hombres no dejar a sus esposas inmiscuirse en la busca del placer.
Endimione llega, regocijándose en su nuevo amor; abraza a la falsa Diana, que se divierte al descubrir el secreto de la auténtica. Pan y sus compañeros los sorprenden juntos; Giove y Mercurio emprenden una rápida huida, y dejan a Endimione ante los sátiros. Satirino se exaspera por la locura de su amor. Cuando Linfea aparece, sigue buscando a un compañero, y decide castigarla con “la más dulce de las venganzas”. Llama a sus compañeros para secuestrarla; ella llama a sus amigas. En la batalla contra los sátiros, las ninfas resultan vencedoras.

### Acto III

#### La fuente delrío Ladón
Sin descanso y a la espera de quien cree ella que es Diana, Calisto juega a hacer eco a través de la fuente. Giunone llega llena de rabia y celos, acompañada por las Furias y convierte a Calisto en una osa. Giunone luego lamenta la situación de las mujeres cuyos maridos son infieles. Sale del escenario instando a las mujeres del público a que tomen venganza. Mercurio y Giove (que ha recobrado su personalidad propia) acuden en ayuda de la pobre Calisto: Mercurio aleja a las Furias. Giove restaura a Calisto de propio cuerpo y revela que era él su amante, en lugar de Diana. A pesar de que no se puede deshacer el hechizo de Giunone de forma permanente, Giove promete a Calisto que, cuando muera ella, la elevará a las estrellas. Agradecida por su rescate y humillada por esta muestra de su divino “creador”, Calisto le corresponde en su amor. Giove le ofrece una visión del futuro y acaban ascendiendo al cielo con Mercurio.
Pan y Silvano arrastran a Endimione y lo amenazan con la muerte y la tortura si no renuncia a Diana, pero él se niega. Llega Diana y lo rescata, y rechaza el cortejo de Pan. Éste y Silvano se van hablando en voz alta de la “lujuria” de Diana. Endimione y Diana se declaran mutuamente, y se comprometen a conformarse sólo con besos.

#### El Empíreo[12]
En la escena apoteósica final, Giove enseña a Calisto las glorias que le esperan en el cielo. Calisto vuelve a su vida como osa, acompañada por Mercurio y protegida por el amor de Giove.

## Estilo poético
Los personajes de La Calisto conversan en un lenguaje rico y elegante que ayuda a conformar nuestra visión de la personalidad de cada uno. Faustini se luce evocando imágenes visuales. Quizás, las más vivas son las relacionadas con las estrellas, la luna, y otros fenómenos celestiales. Dos de los siete escenarios cuentan con la luna o las estrellas; incluso la dedicación está plagada de referencias astrológicas. Estas ideas son las principales en ambos mitos: Calisto alcanza su apoteosis cuando Giove la eleva a los cielos como una constelación; Endimione, reconocido como el primer astrónomo, se enamora de la diosa de la luna Diana. Mediante la manipulación de estos elementos comunes, Faustini fue capaz de unir estas dos mitades de la historia de manera efectiva. Otras imágenes recurrentes son los del agua y su opuesto, la sed / desecación. Ambos son ricos en metáforas sexuales: por ejemplo, el significado del hacer brotar agua de Giove que alivia la sed de Calisto.
Además, los personajes de Faustini suelen describir sus entornos y sus acciones con tal detalle que el lector puede casi ver que está pasando en el escenario. La Calisto fue claramente creada para el público bien educado. Aunque Faustini provee un resumen de trama tradicional antes de empezar la ópera, esta “Explicación de la historia” sólo llega hasta la mitad, preparando al lector para lo que sigue. La ópera está llena de alusiones a la mitología greco-romana y al simbolismo, como a la astronomía. Los juegos de palabras y las metáforas abundan, las estructuras sintácticas son a menudo poéticas, en lugar de conversaciones.
El diálogo cómico de Faustini es especialmente sencillo, muy realista en su vocabulario y en la estructura de la oración. Sin embargo, incluso los personajes cómicos algunas veces conversan en un lenguaje elevado.

## Análisis musical
Una de las características que definen la música vocal de la mitad del siglo XVII en Italia es un cierto estilo y estructura fluida. Raramente encontramos una oposición radical entre el recitativo y el aria como pasa con compositores posteriores como Alessandro Scarlatti, Haendel, o Mozart. Por el contrario, el recitativo de Cavalli es melodioso, sus arias son cortas y normalmente acompañadas solo por un bajo continuo, y el enlace entre recitativo y aria es densamente poblado con conjuntos y pasajes libremente organizados en estilo arioso. Sin embargo, la partitura de Cavalli está lejos de ser los indiferenciado ariosos que algunos han afirmado: hay sobre cincuenta números cuya integridad estructural los diferencia del resto a través de la textura.
Fue el libretista quien determinó gran parte de la estructura de la ópera, tanto a pequeña como a grande escala. A través de la escritura de las partes del libreto en el “verso de recitativo” y otros en el “verso del aria”, el libretista proporciona al compositor unos claros esquemas para el estilo musical, aunque muchas veces varían y redefinen el enfoque del poeta.
El recitativo
Los versos del recitativo son en versi sciolti (versos libres) que consisten en líneas de versos de siete y once sílabas que no están dispuestos sobre algún patrón o rima particulares. Con esta libre organización se pretendía imitar la manera de hablar de forma espontánea. El recitativo de Faustini, sin embargo, está compuesto casi en su totalidad a través de la rima – una característica que determina una cierta mezcla entre los estilos de recitativo y aria en La Calisto.
Siguiendo la tradición establecida cincuenta años antes, el conjunto de versos de recitativos de Cavalli los establece en un estilo impulsado tanto por la estructura como por los matices emocionales de la poesía. La línea vocal imita los acentos del texto y las entonaciones usando estilo rápido y silábico; la voz del bajo sigue la línea de la melodía, moviéndose lentamente hacia el cierre en los extremos de las frases. Por tanto, el diseño musical global del recitativo articula el impulso, la progresión del pensamiento y las acciones en cada momento de los personajes, evitando la larga centralidad de la gama tonal, la repetición formal a través de un claro compás (aunque por convención está anotado siempre en 4/4).
Puede parecer una estructura espontánea al escuchar los recitativos de Cavalli, sin embargo están cuidadosamente organizados. A través del uso de un vocabulario rico de melódicos matices, inflexiones rítmicas, y progresiones armónicas, el compositor proporciona una precisa ilustración musical sobre cada una de las funciones poéticas de cada verso. El final de cada verso suele acabar con una cadencia V-I.
La gran mayoría de los detalles expresivos de los recitativos se concentran en la parte vocal. Aunque suelan repetir notas, numerosos pasajes suelen ser bastante líricos. La línea melódica está enriquecida con cromatismos, relaciones cruzadas, disonancias e intervalos inusuales. Los recitativos de Calisto y Endimione suelen ser los más melodiosos y expresivos. Cavalli también suele manipular los ritmos para comunicar estados mentales de cada personaje. Se nota que desear claramente expresar tensión entre la voz y el acompañamiento. En muchos casos, el continuo sustenta la armonía cuando la voz teje una compleja red a su alrededor, moviéndose libremente entre disonancias y consonancias.
Arias y otras escenas de solos
A diferencia del verso del recitativo, el verso del aria es el versi misurati (verso medido) y suele estar dispuesto en patrones coherentes de longitud en el ritmo y la rima. Algunos pasajes incluyen el esquema de repetición de algún tipo, como múltiples estrofas o un refrán concluyente. Aunque el verso del aria admite una variedad de números de sílabas (normalmente cuatro, cinco, seis y ocho sílabas), Faustini suele elegir siempre los mismos asociados con el recitativo (siete y once sílabas), mostrando una tendencia a fusionar los dos tipos de verso. Aun así, el tipo de verso predominante es generalmente claro según el diseño del libreto: cuando preparó el texto impreso, Faustini marcó la mayoría de los pasajes que consideró como versos de aria. 
Cavalli respondió al verso del aria de diferentes maneras llevando a cabo la amplia gama desde los fragmentos en arioso hasta las arias elaboradas. Todos ellos tienen unas características que las distinguen del recitativo: tienen un ritmo medido y regular, un bajo continuo activo, y una adornada voz que realiza la melodía. Hay otras tres características que distinguen los ariosos, las arias y otras escenas en solitario:
1. La cadencia. Los pasajes en el estilo de aria a menudo presentan una armonía que es bastante diferente del resto, al tipo de composición abierta del recitativo. Las arias de Cavalli tienen cadencias que son elementos esenciales en estas arias. Todos estos pasajes en estilo de aria que carecen de estas cadencias suelen ser clasificadas como ariosos.
2. La repetición formal, tanto de secciones enteras como de motivos individuales. El recitativo suele evitar todo tipo de repetición, con la rara excepción de la reiteración de alguna palabra. La repetición formal a gran escala es una de las características que más definen a las arias; algo que, por el contrario, en ocasiones carece en los ariosos. Suele repetir la sección con la forma “da capo”. Dentro de las estrofas, Cavalli tiende a emplear la repetición de algún motivo para dar la forma a la pieza sin machacar el mensaje o interrumpir el ritmo del drama.
3. El uso de los instrumentos. Cavalli enfatiza las escenas más importantes con la introducción de un acompañamiento instrumental simultáneo. Hay cuatro piezas acompañadas en La Calisto; tres de ellas son escenas de Endimione y una de Giove. También existen diez piezas estróficas con ritornelo y recurre a la “sinfonía” para dos escenas de una estrofa. Aunque es importante este acompañamiento orquestal, no resulta tanto para acompañar a las arias. La mitad de las arias aparecen con acompañamiento de continuo, mientras que los ariosos contienen ritornelos o sinfonías. También hay un recitativo corto acompañado de orquesta.
Ariosos
Hay muchas partes en La Calisto donde el cantante de repente cambia a un estilo más adornado y medido, a menudo marcado por un cambio a compás ternario. Pero como estos pasajes carecen de cadencias, repeticiones formales, o la longitud típica de las arias, se los denomina ariosos. Faustini precisó los ariosos escribiendo breves secciones en versos de aria sin repeticiones. Pan, Silvano y Satirino suelen hablar casi siempre en arioso. Fue un verso tradicional y rústico para Faustini. Es destacable que cada verso acaba con un ritmo dactílico.
Conjuntos
La partitura de La Calisto es rica en la composición de conjuntos, a pesar de que más tarde desaparecen en las posteriores óperas italianas de ese siglo. Estas piezas ayudan a impulsar la acción de escenas en grupo que crean un contraste musical con los recitativos dialogados. En esta ópera existen diecisiete dúos y tríos más dos coros a cuatro voces en el final. Aunque cinco de los conjuntos de La Calisto tienen estructuras de ABA y siente concluyen con una sinfonía, la mayoría están organizados de manera más libre que las piezas a solo.
Música instrumental
En este repertorio es el continuo (y no la orquesta) el que marca e intensifica las emociones de los cantantes y proporciona energía, dan vida y el impulso para llevar el drama adelante. A través de esta ópera, Cavalli tenía una estrecha e intuitiva relación entre los cantantes y los intérpretes del continuo, permitió dar una libertad grande de expresión a ambas partes y consiguió que la poesía hablara con gran inmediatez. Los restantes instrumentos de la orquesta (vientos a 3) tienen un pequeño pero importante rol a realizar. Cavalli los usa primordialmente para reforzar la estructura musical de la ópera. Los ritornelos pequeños enmarcan algunas de las arias estróficas; las breves sinfonías concluyen muchas de las arias de una estrofa, conjuntos y algunos ariosos. Los vientos también tocan en el comienzo de las sinfonías y los dos bailes entre actos, pero rara vez acompañando a la voz.

## La recepción
A pesar de los recursos que se introdujeron para solucionar los problemas en el estreno, “fue un fracaso”, como dijo Glixons. Fueron representaciones que completaron menos de la mitad del aforo; a algunas de ellas sólo asistieron cincuenta y seis personas. Y para colmo, Faustini murió en la mitad de la gira (el 19 de diciembre). La compañía luchó sin él durante cuatro actuaciones más, pero se retiró del Teatro finalmente el 31 de diciembre, con tan sólo once representaciones. Posteriormente, no se volvió a representar hasta el revival de Leppard en 1970.
Hay muchas teorías sobre la razón por la que La Calisto tuvo tan poco éxito. La más común es la manifestación explícita del erotismo en esta ópera – especialmente las escenas lésbicas – que pudieron causar furor entre el público del siglo XVII. Pero como se mencionó anteriormente, las escenas de Giove distrazado de Diana se pueden leer de diversas maneras. Además, el mito fue bastante conocido a lo largo del siglo XVII; por lo tanto, el público puede haber desarrollado un cierto distanciamiento, una aceptación incondicional de cosas que fueron raras por haber sido esa la historia. En ese caso, Venecia fue renombrada como un refugio para las actitudes libertinas, particularmente durante la temporada de Carnaval, cuando las óperas se representaban. El erotismo estuvo permitido en óperas que, como La Calisto, estaban basadas en temas Arcadianos, Heller expone que La Calisto fracasó por la razón opuesta: el mensaje final de la obra, que ella interpreta como una supresión de la sexualidad femenina a favor de la sublimación religiosa, puede no haber sido bien recibido en el Carnaval de Venecia. Glover sugiere que el formato de doble argumento resulta un texto construido de manera desigual que carecía de fluidez normal. También dice que carece de “puntos climáticos” como escenas de reconocimiento de los personajes y un desenlace de última hora. Observó, además, que ese argumento mitológico estaba pasado de moda.
En la opinión de Brown, las causas del fracaso de La Calisto son más propensas a encontrarse en el mundano mundo de los negocios del teatro. Faustini celebró el estreno sobre un mes antes de la apertura tradicional de la temporada de ópera veneciana; el arriesgado plan para ponerla en otros teatros fue contraproducente. En una cultura donde los cantantes fueron rápidamente el foco de atención del público, la única causa realmente importante del fracaso de esta ópera fue, seguramente, el hecho de que careciese de un castrato famoso.
En cambio, en nuestros tiempos ha sido muy bien acogida por la novedad de su argumento dentro de las óperas de este siglo XVII. El libreto mitológico de Faustini también se ha ganado el elogio por la manera en la que retrata a los dioses como seres humanos, conducidos por los deseos y debilidades, sigue siendo hoy llamativa y entretenida como hace tres siglos y medio.

## Piezas destacadas
- Aria de Calisto en el Acto I "Non è maggior piacere"
- Aria de Diana en el Acto I "Taci lasciva, taci"
- Aria de Endimión en el Acto II "Lucidissima face"
- Aria de Calisto en el Acto III "Restino imablsamate"
- Dúo de Júpiter y Calisto en el Acto III "Mio foco fatale".

## Grabaciones
| Año  | Elenco                                                    | Director, Teatro y orquesta                                                         | Sello discográfico                                        |
| ---- | --------------------------------------------------------- | ----------------------------------------------------------------------------------- | --------------------------------------------------------- |
| 1971 | Janet Baker, James Bowman, Ileana Cotrubaş                | Raymond Leppard, Orquesta Filarmónica de Londres, Coro del Festival de Glyndebourne | Decca                                                     |
| 1996 | María Bayo, Marcello Lippi, Barry Banks, Louise Winterdir | René Jacobs, Concerto Vocale                                                        | DVD: Harmonia Mundi, Puesta en escena de Herbert Wernicke |

En 1996 Glimmerglass Opera publicó unos extractos de una grabación en vivo de La Calisto, con dirección de Jane Glover (BBC Music).